# Paweł Jassem
Paweł Jassem (ur. 2 marca 1990) – polski brydżysta sportowy, World Master (WBF), European Master oraz European Champion w kategorii Open (EBL), Arcymistrz (PZBS), zawodnik SPS Construction Kielce.

## Wyniki brydżowe

### Olimpiady
W Olimpiadach uzyskał następujące rezultaty:
| Olimpiady brydżowe. Zawody teamów | Olimpiady brydżowe. Zawody teamów | Olimpiady brydżowe. Zawody teamów     | Olimpiady brydżowe. Zawody teamów | Olimpiady brydżowe. Zawody teamów | Olimpiady brydżowe. Zawody teamów |
| Rok                               | Miejsce                           | Zawody                                | Kategoria                         | Drużyna                           | Pozycja                           |
| --------------------------------- | --------------------------------- | ------------------------------------- | --------------------------------- | --------------------------------- | --------------------------------- |
| 2008                              | Pekin                             | 1. Światowe Zawody Sportów Umysłowych | Młodzież Szkolna                  | Poland                            | 9                                 |

| Olimpiady brydżowe. Zawody Par | Olimpiady brydżowe. Zawody Par | Olimpiady brydżowe. Zawody Par        | Olimpiady brydżowe. Zawody Par | Olimpiady brydżowe. Zawody Par | Olimpiady brydżowe. Zawody Par |
| Rok                            | Miejsce                        | Zawody                                | Kategoria                      | Partner                        | Pozycja                        |
| ------------------------------ | ------------------------------ | ------------------------------------- | ------------------------------ | ------------------------------ | ------------------------------ |
| 2008                           | Pekin                          | 1. Światowe Zawody Sportów Umysłowych | Juniorzy                       | Piotr Zatorski                 | 47                             |

### Zawody światowe
W światowych zawodach zdobył następujące lokaty:
| Mistrzostwa Świata. Konkurencja teamów | Mistrzostwa Świata. Konkurencja teamów | Mistrzostwa Świata. Konkurencja teamów     | Mistrzostwa Świata. Konkurencja teamów | Mistrzostwa Świata. Konkurencja teamów | Mistrzostwa Świata. Konkurencja teamów |
| Rok                                    | Miejsce                                | Zawody                                     | Kategoria                              | Drużyna                                | Pozycja                                |
| -------------------------------------- | -------------------------------------- | ------------------------------------------ | -------------------------------------- | -------------------------------------- | -------------------------------------- |
| 2013                                   | Nusa Dua                               | 41. Mistrzostwa Świata Teamów              | Trans                                  | Polish Students                        | 5                                      |
| 2012                                   | Reims                                  | 6. Akademickie Brydżowe Mistrzostwa Świata | Open                                   | Poland 1                               | 1                                      |
| 2011                                   | Veldhoven                              | 40. Mistrzostwa Świata Teamów              | Trans                                  | AZS Poland                             | 22                                     |
| 2010                                   | Filadelfia                             | 13. Seria Mistrzostw Świata                | Młodzież Szkolna                       | Poland                                 | 1                                      |
| 2009                                   | Stambuł                                | 1. Światowy Kongres Młodzieży              | Juniorzy BAM                           | Poland                                 | 4                                      |
| 2009                                   | Stambuł                                | 1. Światowy Kongres Młodzieży              | Juniorzy                               | Poland                                 | 5                                      |

| Mistrzostwa Świata. Konkurencja par | Mistrzostwa Świata. Konkurencja par | Mistrzostwa Świata. Konkurencja par   | Mistrzostwa Świata. Konkurencja par | Mistrzostwa Świata. Konkurencja par | Mistrzostwa Świata. Konkurencja par |
| Rok                                 | Miejsce                             | Zawody                                | Kategoria                           | Partner                             | Pozycja                             |
| ----------------------------------- | ----------------------------------- | ------------------------------------- | ----------------------------------- | ----------------------------------- | ----------------------------------- |
| 2009                                | Stambuł                             | 1. Światowy Kongres Młodzieży         | Juniorzy                            | Piotr Tuczyński                     | 21                                  |
| 2006                                | Pieszczany                          | 6. Młodzieżowe Mistrzostwa Świata Par | Młodzież Szkolna                    | Paweł Małecki                       | 9                                   |

### Zawody europejskie
W europejskich zawodach zdobył następujące lokaty:
| Zawody europejskie. Konkurencja teamów | Zawody europejskie. Konkurencja teamów | Zawody europejskie. Konkurencja teamów    | Zawody europejskie. Konkurencja teamów | Zawody europejskie. Konkurencja teamów | Zawody europejskie. Konkurencja teamów |
| Rok                                    | Miejsce                                | Zawody                                    | Kategoria                              | Drużyna                                | Pozycja                                |
| -------------------------------------- | -------------------------------------- | ----------------------------------------- | -------------------------------------- | -------------------------------------- | -------------------------------------- |
| 2013                                   | Wrocław                                | 24. Młodzieżowe Mistrzostwa Europy Teamów | Juniorzy                               | Poland                                 | 2                                      |
| 2013                                   | Ostenda                                | 6. Otwarte Mistrzostwa Europy             | Open                                   | Mazurkiewicz                           | 1                                      |
| 2011                                   | Albena                                 | 23. Młodzieżowe Mistrzostwa Europy Teamów | Juniorzy                               | Poland                                 | 8                                      |
| 2011                                   | Warszawa                               | 2. Akademickie Mistrzostwa Europy         | Open                                   | Politechnika Wrocławska                | 2                                      |
| 2009                                   | Opatija                                | 1. Akademickie Mistrzostwa Europy         | Open                                   | Poznań                                 | 7                                      |
| 2009                                   | Braszów                                | 22. Młodzieżowe Mistrzostwa Europy Teamów | Młodzież Szkolna                       | Poland                                 | 1                                      |
| 2007                                   | Jesolo                                 | 21. Młodzieżowe Mistrzostwa Europy Teamów | Młodzież Szkolna                       | Poland                                 | 1                                      |

| Zawody europejskie. Konkurencja par | Zawody europejskie. Konkurencja par | Zawody europejskie. Konkurencja par    | Zawody europejskie. Konkurencja par | Zawody europejskie. Konkurencja par | Zawody europejskie. Konkurencja par |
| Rok                                 | Miejsce                             | Zawody                                 | Kategoria                           | Partner                             | Pozycja                             |
| ----------------------------------- | ----------------------------------- | -------------------------------------- | ----------------------------------- | ----------------------------------- | ----------------------------------- |
| 2014                                | Burghausen                          | 12. Młodzieżowe Mistrzostwa Europy Par | Juniorzy                            | Jakub Wojcieszek                    | 1                                   |
| 2013                                | Ostenda                             | 6. Otwarte Mistrzostwa Europy          | Open                                | Jakub Wojcieszek                    | 61                                  |
| 2012                                | Vejle                               | 11. Młodzieżowe Mistrzostwa Europy Par | Juniorzy                            | Piotr Tuczyński                     | 12                                  |
| 2012                                | Vejle                               | 11. Młodzieżowe Mistrzostwa Europy Par | Miksty Młodzieżowe                  | Danuta Kazmucha                     | 4                                   |
| 2010                                | Opatija                             | 10. Młodzieżowe Mistrzostwa Europy Par | Młodzież Szkolna                    | Adam Śmieszkoł                      | 30                                  |
| 2008                                | Wrocław                             | 9. Młodzieżowe Mistrzostwa Europy Par  | Młodzież Szkolna                    | Piotr Tuczyński                     | 11                                  |

## Życie prywatne
Jest wnukiem prof. Wiktora Jassema, a synem prof. Krzysztofa Jassema (World Grand Master w brydżu) i Magdaleny Jassem. Ma brata Piotra (również brydżystę sportowego) i siostrę Małgorzatę.